# Mindy Hall
Mindy Hall é uma maquiadora estadunidense. Venceu o Oscar de melhor maquiagem e penteados na edição de 2010 por Star Trek, ao lado de Barney Burman e Joel Harlow.